# Бухт Нассар
Бухт Нассар (Bukht Nas s ar) — персонаж мусульманської міфології, відповідний біблійному Навуходоносору. У мусульманських переказах представлений в якості сатрапа  сасанідських царів; існує розповідь про його походи проти арабів. Цей сюжет, ймовірно, сходить до епічного циклу про вавилонського царя Набоніді, який дійсно доходив зі своїми військами до селищ стародавньої Аравії. Мусульманські перекази про Бухт Нассара включають ряд відповідних біблійних сюжетів, зокрема опис походу на  Палестину.